# Francisco Javier Morales Aceves
Francisco Javier Morales Aceves (Jalisco, 7 de octubre de 1947) es un político mexicano, miembro del Partido Revolucionario Institucional (PRI). Fue en dos ocasiones diputado federal.

## Biografía
Es licenciado en Derecho egresado de la Universidad de Guadalajara (UdeG). Ha ejercido como docente de educación secundaria, preparatoria y en la UdeG.
Miembro del PRI desde 1961. En 1969 fue secretario de Acción Electoral del comité estatal en Jalisco de la Confederación Nacional de Organizaciones Populares (CNOP) y en 1972 delegado del PRI en Ciudad Guzmán. De 1973 a 1974 presidió el comité distrital 3, en 1975 fue delegado en Zapopan y de 1976 a 1977 secretario de Organización, todo del comité estatal del PRI en Jalisco.
En 1977 fue delegado regional de la Secretaría de Relaciones Exteriores y de 1978 a 1979 se desempeñó como secretario particular del titular de la misma, Santiago Roel García. Posteriormente, en el mismo 1979 ocupó el cargo de asesor en el Banco Nacional de Crédito Rural (BANRURAL) y de 1982 a 1985 fue secretario general de la CNOP en Jalisco.
En 1985 fue elegido por primera ocasión diputado federal, por el Distrito 13 de Jalisco en LIII Legislatura que concluyó en 1988. De 1988 a 1990 fue oficial mayor del comité estatal del partido y de 1990 a 1991 jefe de la Unidad de Atención Ciudadana y Audiencia Pública del gobierno de Jalisco siendo gobernador Guillermo Cosío Vidaurri.
En 1997 por segunda ocasión fue elegido diputado federal, esta vez por representación proporcional a la LVII Legislatura que tuvo su término en 2000. En esta legislatura ocupó los cargos de integrante de las comisiones de Hacienda y Crédito Público; y, de Justicia. Al concluir su periodo como legislador, fue presidente estatal del PRI en Jalisco en 2001.
En 2000 fue candidato a senador por Jalisco en segunda fórmula, pero al no haber logrado el triunfo no le correspondió ocupar ninguna senaduría.